# Tall asz-Szur
Tall asz-Szur (arab. تل الشور) – miejscowość w Syrii, w muhafazie Hims. W 2004 roku liczyła 3360 mieszkańców.